# Gus Warr
Pas d'image ? Cliquez ici

a Compétitions nationales et continentales officielles uniquement.

b Matchs officiels uniquement.
Dernière mise à jour le 12 avril 2025.
Gus Warr, né le 24 septembre 1999 à Manchester (Angleterre), est un joueur international écossais de rugby à XV jouant au poste de demi de mêlée aux Sale Sharks depuis 2018.

## Biographie

### Jeunesse et formation
Gus Warr naît à Manchester en Angleterre d'un père, Mark Warr, joueur de rugby à XV au sein des Sale Sharks et du Orrell RUFC,.
Gus Warr commence lui aussi la pratique du rugby à XV au club du Winnington Park RFC à l'âge de six ans, puis continue au Bowdon RUFC à treize ans. Il rejoint ensuite le centre de formation des Sale Sharks à quatorze ans. Il fréquente en parallèle la Tarporley High School puis le Ellesmere College avant d'être diplômé en histoire à l'université de Manchester.
Il est international écossais chez les moins de 19 ans, où il est capitaine de la sélection, puis se tourne vers l'Angleterre en moins de 20 ans, avec qui il participe au Tournoi des Six Nations 2019.

### Carrière professionnelle
En début de saison 2018-2019, Gus Warr fait ses débuts professionnels avec les Sale Sharks contre les Harlequins.
Entre 2020 et 2021, il joue quelques matchs en prêt avec les Doncaster Knights,.
En 2022-2023, après le départ de Faf de Klerk, Gus Warr profite de la longue blessure de Raffi Quirke pour lui passer devant dans la hiérarchie des demis de mêlée du club et devenir le titulaire à ce poste. Son club se qualifie ensuite en finale de la Premiership. Pour cette rencontre face aux Saracens, il est titulaire mais les siens perdent ce match 35 à 25,.
Durant la saison 2023-2024, il prolonge son contrat avec les Sale Sharks jusqu'en 2027.
Au mois de juin 2024, il est sélectionné en équipe d'Écosse pour la tournée d'été en Amérique. Il obtient sa première sélection face au Canada, dans une équipe largement remaniée, marque un doublé, et les Écossais s'imposent 73 à 12.